# Wojciech Janowski
Wojciech Janowski, né le 15 août 1949 à Varsovie, est un homme d'affaires et entrepreneur polonais, condamné en 2018 à la réclusion criminelle à perpétuité pour le double assassinat en mai 2014 de sa belle-mère Hélène Pastor et de son chauffeur Mohamed Darwich.    

## Biographie
Wojciech Janowski était, jusqu'à sa dissolution en 2016, président de la société de nanotechnologie Firmus SAM,. 
Il est co-coordinateur des échanges entre la Chambre nationale de commerce polonaise (pl) et la Chambre de développement économique de Monaco créée par Michel Pastor, dont il épouse la nièce, Sylvia Ratkowski-Pastor.
Wojciech Janowski est engagé dans diverses actions caritatives, notamment auprès de la Mission catholique polonaise en France et d'une fondation pour les enfants autistes.
Il est nommé en 2007 consul honoraire bénévole de Pologne à Monaco, et non « consul de Pologne » comme il le prétend. Il est ensuite consul général honoraire de 2012 à 2014.
Plusieurs articles de presse de juin 2014 mentionnent qu'il aurait été nommé en 2010 officier de l'Ordre national du Mérite par le président français Nicolas Sarkozy pour son engagement caritatif. Ce fait est toutefois douteux, son nom n'apparaissant dans aucun décret de nomination au Journal officiel, pas plus que pour une précédente nomination au grade de chevalier.
Selon Le Monde et d'autres sources, son diplôme de l'Université de Cambridge serait un faux, acheté en Thaïlande par son coach.

## Arrestation à la suite de l'assassinat d'Hélène Pastor
Il est arrêté à Nice le 23 juin 2014, soupçonné par les enquêteurs d'être le principal suspect et le commanditaire du meurtre de sa belle-mère Hélène Pastor,.
Le 27 juin 2014, Wojciech Janowski reconnaît être le commanditaire de l'assassinat de sa belle-mère — qu'il a organisé avec l'aide de son coach sportif lequel, aurait recruté, via deux intermédiaires, le guetteur et le tireur à Marseille. — avant de se rétracter. En 2015, il est emprisonné dans l'attente d'un jugement en Cour d'assises. 
Lors du procès Pastor aux assises d'Aix-en-Provence, débuté le 17 septembre 2018, il reconnaît après quatre semaines de débats avoir commandité l'assassinat d'Hélène Pastor, sa belle-mère,.

## Comportement lors du procès
Le comportement de Wojciech Janowski lors de son procès défie les lois de la rationalité selon le journaliste. Niant d'abord toute implication après son interpellation dans le cadre du meurtre de feu sa belle-mère Hélène Pastor, il passe ensuite aux aveux en assurant avoir été le commanditaire de ce macabre contrat. Cependant, il se rétracte peu après en mettant cela sur le compte de sa maîtrise vacillante du français.
En octobre 2018, lors de son procès, son avocat Éric Dupond-Moretti aurait affirmé que son client était bel et bien coupable, alors que ce dernier n'aurait jamais avoué ni autorisé son avocat à engager sa responsabilité dans le meurtre de sa belle-mère. Cela a amené Wojciech Janowski à porter plainte contre son ancien avocat en juillet 2019.

## Condamnation judiciaire
A l'issue du premier procès, Wojciech Janowski est condamné le 17 octobre 2018 à la réclusion criminelle à perpétuité pour avoir commandité les deux assassinats de sa belle-mère Hélène Pastor et de son chauffeur, Mohamed Darwich. La cour et les jurés n’ont toutefois pas retenu contre lui la période de sûreté de vingt-deux ans requise par l’avocat général.
Ce jugement a été confirmé en appel le 12 novembre 2021, et le pourvoi de Wojciech Janowski a été rejeté par la Cour de cassation le 21 juin 2023, rendant le jugement définitif. Cette condamnation doit aussi entraîner son exclusion automatique de l'Ordre national du Mérite, à supposer qu'il en ait réellement fait partie.

## Activité sur Wikipédia
D'après Le Monde, il a fait rédiger un article Wikipédia dithyrambique sur sa société l'Hudson Oil Company, société qui n'était pourtant constituée que d’une raffinerie désaffectée et d’actions dont il avait fait artificiellement grimper le cours en lançant lui-même les ordres d’achat sur le marché.